# Palazzuolo sul Senio
Palazzuolo sul Senio é uma comuna italiana da região da Toscana, província de Florença, com cerca de 1.300 habitantes. Estende-se por uma área de 109 km², tendo uma densidade populacional de 12 hab/km². Faz fronteira com Borgo San Lorenzo, Brisighella (RA), Casola Valsenio (RA), Castel del Rio (BO), Firenzuola, Marradi.

## Demografia
| Variação demográfica do município entre 1861 e 2011                               |
|                                                                                   |
| Fonte: Istituto Nazionale di Statistica (ISTAT) - Elaboração gráfica da Wikipedia |